# Émanville (Seine-Maritime)
Émanville is een gemeente in het Franse departement Seine-Maritime (regio Normandië) en telt 550 inwoners (2004). De plaats maakt deel uit van het arrondissement Rouen.

## Geografie
De oppervlakte van Émanville bedraagt 6,4 km², de bevolkingsdichtheid is 85,9 inwoners per km².
De onderstaande kaart toont de ligging van Émanville (Seine-Maritime) met de belangrijkste infrastructuur en aangrenzende gemeenten.

## Demografie
Onderstaande figuur toont het verloop van het inwonertal (bron: INSEE-tellingen).